# Colonizarea lui Ceres

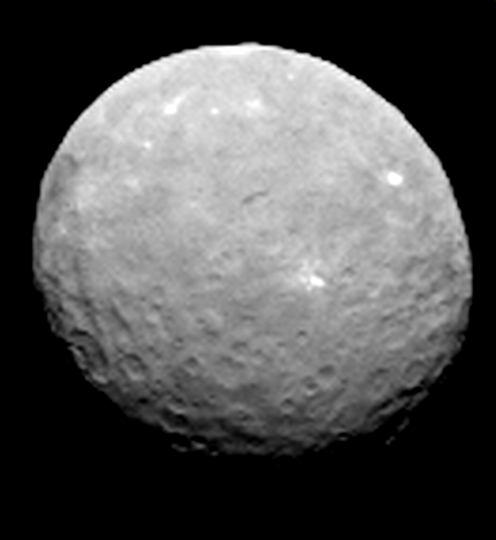
Ceres văzută de sonda Dawn la 12 febr. 2015

Ceres e propusă ca o posibilă o țintă a colonizării spațiale în interiorul sistemului solar.

## Condiții fizice
Ceres este o planetă pitică din centura de asteroizi, care cuprinde aproximativ o treime din masa întregii centuri, fiind astfel al șaselea după mărime corp ceresc de din sistemul solar interior, ținând cont de masă și volum. Ea are o formă sferică, iar accelerația gravitațională la suprafață este de aproximativ 2,8% din cea a Pământului. Are o suprafață de aproximativ 1,9% din a uscatului Pământului, puțin mai mare decât suprafața totală a Argentinei. Observațiile indică faptul că aceasta conține cantități mari de apă înghețată, aproximativ o zecime din cantitatea totală de apă din oceanele Pământului. Radiația solară este de 150 W/m2 (la afeliu), care este a noua parte din cea a Pământului, fiind încă destul de mare pentru crearea unor facilități de captare a energiei solare. Sonda Juno spre Jupiter, de exemplu, se bazează pe o cantiate de energie solară într-o locație mai îndepărtată de Soare decât Ceres.

## Posibile dificultăți
Deoarece Ceres nu este cunoscută ca ar fi având un câmp magnetic, aceasta nu este protejată de razele cosmice sau alte forme de radiație. În plus, Ceres nu are o atmosferă semnificativă. Nivelurile scăzute de expunere la insolația solară relative față de cele de pe Pământ, de asemenea pot limita, o posibilă colonizare. Cerința delta-v pentru a ajunge la Ceres este de asemenea mai mare decât ceea ce este necesară pentru a ajunge la Marte, asta înseamnând că va necesita mai mult combustibil pentru a ajunge la pleneta respectivă. În cele din urmă, gravitatea de la suprafață lui Ceres este de aproximativ 0,028 g, ceea ce provoacă îngrijorări cu privire la efectele negative asupra sănătății din cauza imponderabilității.

## Alte posibilități
Recent, astrofizicianul Pekka Janhunen de la Institutul Meteorologic Finlandez din Helsinki a propus construirea pe orbita înaltă a lui Ceres a unei mega-colonii formată din mii de sateliți.